# 北菇滑雞飯
北菇滑雞飯，又稱北菇蒸雞飯，是廣東的一道雞肉飯菜餚。這道飯起源於粵菜北菇蒸雞，但北菇滑雞飯會將北菇（北江香菇）及雞肉件放在白飯面上蒸製而成。北菇滑雞飯主要有兩種形式：盅頭飯及煲仔飯。

## 流行文化
「北菇雞」於香港流行文化亦可以解釋為來自北方（即中國大陸）的妓女。菇作姑；雞為妓的諧聲音。